# Pimental
Pimental es uno de los 8 centros poblados que forman parte del municipio de Chimá, en el departamento de Córdoba, Colombia.

## Población
Pimental cuenta con una población aproximada de 807 habitantes. Limita con los centros poblados de Punta Verde y Carolina.

## Economía
Su economía se basa en actividades agrícolas tales como la siembra de cultivos entre los que se destacan cultivos de frijol, yuca, maíz, algodón, plátano entre otros.
También se dedican a la cría de animales como gallos, gallinas y caballos, para después comercializarlos.

## Fiestas y actividades
La fiesta más importante y representativa es la de la Virgen del Carmen, la cual se celebra el 16 de julio. Para llevar a cabo esta celebración los habitantes de Pimental decoran los  buses con flores e imágenes alusivas a la Virgen y recorren el centro poblado en una caravana.
La muestra de fandangos que es baile tradicional de la Costa Caribe de Colombia se realiza en la plaza central,  en donde los grupos realizan las presentaciones con trajes típicos, los cuales son de colores llamativos.
Las peleas de gallos son muy comunes entre los hombres, quienes se reúnen en las galleras, sitio en el cual se realizan dichas peleas. Las carreras de caballos son actividades familiares, las cuales se realizan normalmente los domingos.  

## Fauna y flora
Pimental cuenta con el paso del Caño Bugre y la Ciénaga Grande de Lorica, lo que hace fácil el subsistir de las familias, pues hay una gran variedad de plantas y animales.
Cuenta también con una gran variedad de árboles maderables y silvestres como el cedro, el roble, el campano, el pimiento, el dorado, el trementino entre otros.